# 斯特拉斯穆爾村 (肯塔基州)
斯特拉斯穆爾村（英語：Strathmoor Village）是一個位於美國肯塔基州傑佛遜縣的城市。

## 地方資料
根據2020年美國人口普查的數據，斯特拉斯穆爾村的面積為0.27平方千米，當中陸地面積為0.27平方千米，而水域面積為0.00平方千米。當地共有人口684人，而人口密度為每平方千米2,533.33人。